# Hard Rock Cafe
Hard Rock Cafe és una cadena de restaurants fundada el 1971 per Isaac Tigrett i Peter Morton. Tots els establiments estan decorats amb objectes de culte del rock com guitarres de grups famosos, i mentre se serveix menjar típic nord-americà es visualitzen videoclips de bandes pertanyents al gènere. En 1990 la Rank Organisation (actualment The Rank Group) adquireix els cafès regentats per Peter Morton i continuà expandint la marca, amb més de 175 Hard Rock Cafes en 55 països. En 2007, Hard Rock va ser venut a la Tribu Seminola de Florida, i té la seu a Orlando (Florida). Al desembre de 2015 tenia 191 locals a 59 països, incloent-hi 168 cafès, 23 hotels, i 11 casinos.

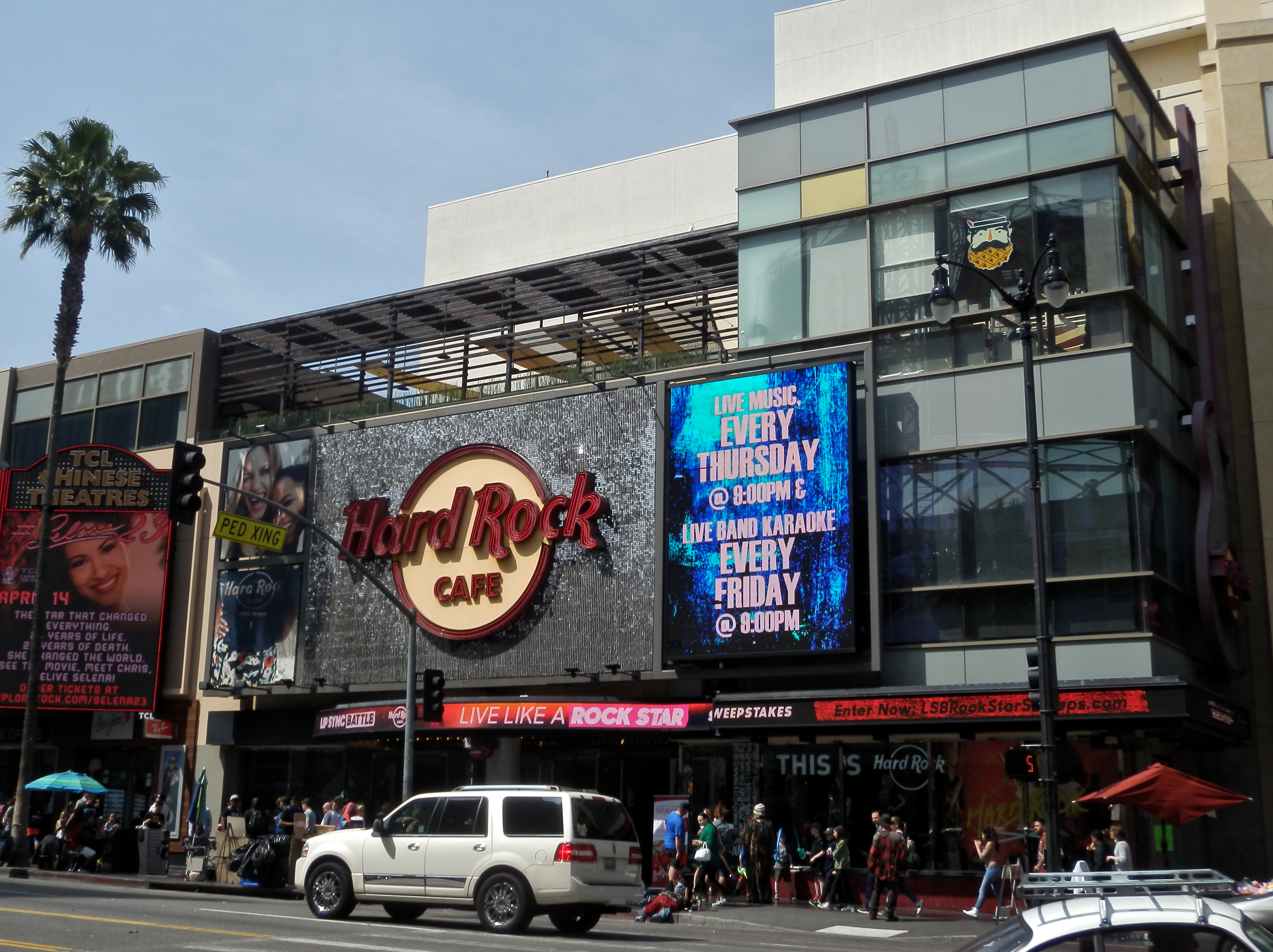
Hard Rock Cafe a Hollywood

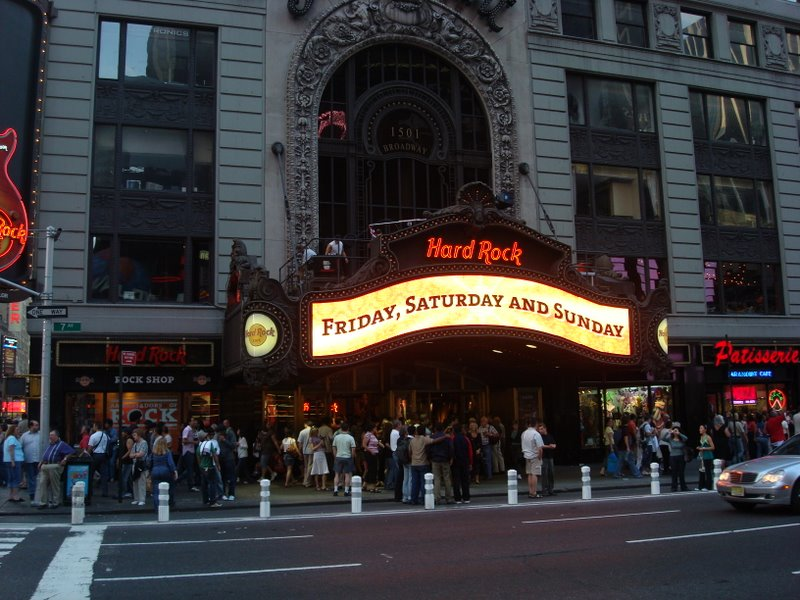
Hard Rock Cafe a Broadway al cor de Times Square

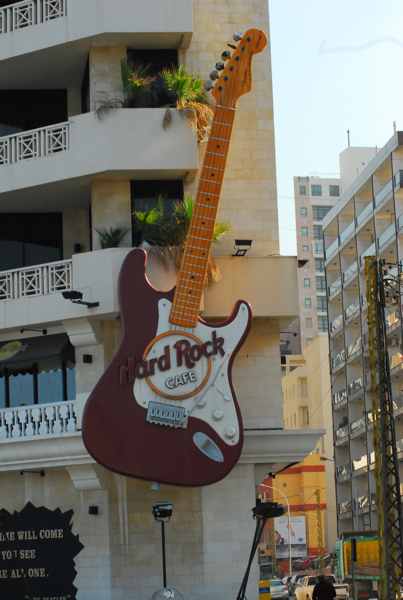
Gran guitarra al Hard Rock Cafe de Beirut, Líban

## Primera Expansió
La primera sucursal va ser oberta al costat del Hyde Park Corner a Londres. El cafè pren el seu nom després de la publicació del disc "Morrison Hotel" de The Doors el 1970. Vuit anys més tard, el 1978, s'obre a Toronto un segon establiment.

## Expansió total
L'èxit de la franquícia ha fet que Hard Rock hagi obert també hotels i casinos d'ençà 1982, a Toronto, Los Angeles, San Francisco, Chicago, París, Berlín, Hollywood (Florida), Tampa, Biloxi, Las Vegas, Punta Cana, Londres, entre d'altres.
En 2014 Hard Rock va anunciar que gestionaria un hotel, un casino i un teatre en el futur gran complex tarragoní, el BCN World, previst per al 2017. Tanmateix els acords entre Junts pel Sí i la CUP han provocat que la Generalitat de Catalunya es replantegi la viabilitat del projecte.

## Inventari musical
L'immobiliari que trobem en cada Hard Rock Cafe és potser, més famós que el mateix menjar. No només trobem donacions de músics i companyies discogràfiques, sinó que també hi ha adquisicions de col·leccions privades. El 1979 va començar la col·lecció amb la donació d'una guitarra (Red Fender Lead II) per part d'Eric Clapton, que era un visitant comú del restaurant que hi ha a Londres. Pete Townshend de The Who va continuar el seu camí, i a partir d'aquí, les donacions han estat molt variades fins a reunir la col·lecció d'objectes de culte del rock més gran del món.